# Juan Miguel Mercado Martín
Juan Miguel Mercado Martín (Armilla, 8 de juliol de 1978) va ser un ciclista espanyol, que fou professional entre 1998 i 2007. Destacà com a escalador de mitja muntanya, terreny en el qual va aconseguir la majoria de les victòries. Les principals victòries foren dues etapes al Tour de França, el 2004 i 2006, i una a la Volta a Espanya de 2001.
El 2020 el seu nom fou vinculat per la Guàrdia Civil a una banda criminal que actuava pels voltants de Granada. El 2021 tornà al ciclisme amb l'equip murcià Brócoli Mecánico de categoria elit-sub23.

## Palmarès
- 2001
  - 1r a la Volta a Burgos i vencedor d'una etapa
  - Vencedor d'una etapa a la Volta ao Alentejo
  - Vencedor d'una etapa a la Volta a Espanya
- 2002
  - 1r a la Setmana Catalana
  - 1r a la Volta a Castella i Lleó i vencedor d'una etapa
- 2003
  - Vencedor d'una etapa a la Dauphiné Libéré
- 2004
  - Vencedor d'una etapa al Giro del Trentino
  - Vencedor d'una etapa al Tour de França
- 2005
  - 1r a la Volta a Àustria i vencedor d'una etapa
- 2006
  - Vencedor d'una etapa al Tour de França

### Resultats al Tour de França
- 2003. 36è de la classificació general
- 2004. 37è de la classificació general. Vencedor d'una etapa
- 2006. Abandona (17a etapa). Vencedor d'una etapa
- 2007. 80è de la classificació general

### Resultats a la Volta a Espanya
- 2001. 5è de la classificació general. Vencedor d'una etapa
- 2003. 56è de la classificació general
- 2005. 9è de la classificació general